# Keenan Wynn
 (juin 2016).
Si vous disposez d'ouvrages ou d'articles de référence ou si vous connaissez des sites web de qualité traitant du thème abordé ici, merci de compléter l'article en donnant les références utiles à sa vérifiabilité et en les liant à la section « Notes et références ».
Pour les articles homonymes, voir Wynn (homonymie).
Keenan Wynn est un acteur américain né le 27 juillet 1916 à New York et  mort le 14 octobre 1986 à Los Angeles (Californie).
Il est le fils de l'acteur Ed Wynn  et de l'actrice Hilda Keenan.

## Filmographie

### Cinéma
- 1942 : Je te retrouverai (Somewhere I'll Find You) de Wesley Ruggles : le sergent Tom Purdy
- 1942 : Pour toi et moi (For Me and My Gal) de Busby Berkeley : Eddie Milton
- 1942 : Northwest Rangers (en) de Joseph M. Newman : « Slip » O'Mara
- 1943 : L'Ange perdu (Lost Angel) de Roy Rowland : Packy Roost
- 1944 : See Here, Private Hargrove de Wesley Ruggles : Thomas Mulvehill
- 1944 : Depuis ton départ (Since You Went Away) de John Cromwell : le lieutenant Solomon
- 1944 : Le mariage est une affaire privée (Mariage Is a Private Affair) de Robert Z. Leonard : le major Bob Wilton
- 1945 : Sans amour (Without Love) de Harold S. Bucquet : Quentin Ladd
- 1945 : L'Horloge (The Clock) de Vincente Minnelli : l'ivrogne
- 1945 : L'Impossible Amour (Between Two Women) de Willis Goldbeck : Tobey
- 1945 : Week-end au Waldorf (Week-end at Waldorf) de Robert Z. Leonard : Oliver Webson
- 1945 : What Next, Corporal Hargrove? de Richard Thorpe : Thomas Mulvehill
- 1946 : Ziegfeld Follies de Vincente Minnelli : un standardiste
- 1946 : Ève éternelle (Easy to Wed) de Edward Buzzell : Warren Haggerty
- 1946 : The Thrill of Brazil de S. Sylvan Simon : Steve Farraugh
- 1946 : Pas de congé, pas d'amour (No Leave, No Love) de Charles Martin : Slinky Edwards
- 1946 : The Cockeyed Miracle de S. Sylvan Simon : Ben Griggs
- 1947 : Marchands d'illusions (The Hucksters) de Jack Conway : Buddy Hare
- 1947 : Meurtre en musique (Song of the Thin Man) de Edward Buzzell : Clarence « Clinker » Krause
- 1948 : L'Indomptée (B .F.'s Daughter) de Robert Z. Leonard : Martin Delwyn Ainsley
- 1948 : Les Trois Mousquetaires (The Three Musketeers) de George Sidney : Planchet
- 1949 : My Dear Secretary de Charles Martin : Ronnie Hastings
- 1949 : La Fille de Neptune (Neptune's Daughter) de Edward Buzzell : Joe Backett
- 1949 : That Midnight Kiss de Norman Taurog : Artie Geoffrey Glenson

- 1950 : Annie, la reine du cirque (Annie Get Your Gun) de George Sidney : Charlie Davenport
- 1950 : Ma brute chérie (Love that brute) d'Alexander Hall : Bugs
- 1950 : Trois petits mots (Three Little Words) de Richard Thorpe : Charlie Kope
- 1951 : Mariage royal (Royal Wedding) de Stanley Donen : Irving Klinger / Edgar Klinger
- 1951 : Kind Lady de John Sturges : Edwards
- 1951 : Carnaval au Texas (Texas Carnival) de Charles Walters : Dan Sabinas
- 1951 : Angels in the Outfield de Clarence Brown : Fred Bayles
- 1951 : It's a Big Country : Michael Fisher
- 1952 : Desperate Search (en) de Joseph H. Lewis : Brandy
- 1952 : Appel d'un inconnu (Phone Call from a Stranger) de Jean Negulesco : Edmund Vincent « Eddie » Hoke
- 1952 : La Belle de New York (The Belle of New York) de Charles Walters : Max Ferris
- 1952 : Holiday for Sinners de Gerald Mayer : Joe Piavi
- 1952 : L'Intrépide (Fearless Fagan) de Stanley Donen : le sergent Kellwin
- 1952 : Sky Full of Moon (en) de Norman Foster : Al
- 1953 : Le Cirque infernal (Battle Circus) de Richard Brooks : le sergent Orvil Statt
- 1953 : Code Two (en) de Fred M. Wilcox : Sergent Jumbo Culdane
- 1953 : La Perle noire (All the Brothers Were Valiant) de Richard Thorpe : Silva
- 1953 : Embrasse-moi, chérie (Kiss Me Kate) de George Sidney : Lippy
- 1954 : La Roulotte du plaisir (The Long, Long Trailer) de Vincente Minnelli : un policier
- 1954 : Tennessee Champ de Fred M. Wilcox : Willy Wurble
- 1954 : L'Escadrille panthère (Men of the Fighting Lady) d'Andrew Marton : Ted Dodson
- 1955 : La Pantoufle de verre (The Glass Slipper) de Charles Walters : Kovin
- 1955 : The Marauders (en) de Gerald Mayer : Hook
- 1955 : Le Gang des jeunes (Running Wild) d'Abner Biberman : Ken Osanger
- 1955 : Shack Out on 101 (en) d'Edward Dein : Georges
- 1956 : L'Homme au complet gris (The Man in the Gray Flannel Suit) de Nunnally Johnson : le sergent Caesar Gardella
- 1956 : Les Collines nues (The Naked Hills) de Josef Shaftel (en) : Sam Wilkins
- 1956 : Johnny Concho de Don McGuire : Barney Clark
- 1956 : The Great Man de Jose Ferrer : Sid Moore
- 1957 : Joe Butterfly de Jesse Hibbs : Harold Hathaway
- 1957 : Kidnapping en dentelles (The Fuzzy Pink Nightgown) de Norman Taurog: Dandy
- 1957 : Prenez garde à la flotte (Don't Go Near the Water) de Charles Walters : Gordon Ripwell
- 1958 : En patrouille (The Deep Six) de Rudolph Mate : Mike Edge
- 1958 : La Soif du mal (Touch of Evil) de Orson Welles : le barman
- 1958 : Le Temps d'aimer et le Temps de mourir (A Time to Love and a Time to Die) de Douglas Sirk : Reuter
- 1958 : Vacances à Paris (The Perfect furlough) de Blake Edwards : Harvey Franklin
- 1959 : Une espèce de garce (That Kind of Woman) de Sidney Lumet : Harry Corwin
- 1959 : Un trou dans la tête (A Hole in the Head) de Frank Capra : Jerry Marks

- 1960 : Les Prisonniers du ciel (The Crowded Sky) de Joseph Pevney : Nick Hyland
- 1961 : Le Roi des truands (Il re di Poggioreale) de Duilio Coletti : Di Gennaro
- 1961 : Monte là-d'ssus (The Absent-Minded Professor) de Robert Stevenson : Alonzo P. Hawk
- 1961 : King of the Roaring 20's: The Story of Arnold Rothstein de Joseph Newman : Tom Fowler
- 1963 : The Bay of St. Michel de John Ainsworth : Nick Rawlings
- 1963 : Après lui, le déluge (Son of Flubber) de Robert Stevenson : Alonzo P. Hawk
- 1964 : L'Affaire Winston (Man in the Middle) de Guy Hamilton : Lt. Charles Winton
- 1964 : Docteur Folamour (Dr Strangelove or: How I Learned to Stop Worrying and Love the Bomb) de Stanley Kubrick : le colonel « Bat » Guano
- 1964 : Honeymoon Hotel de Henry Levin : M.. Sampson
- 1964 : La diligence partira à l'aube (Stage on Thunder Rock) de William F. Claxton : Ross Sawyer
- 1964 : Bikini Beach de William Asher : Harvey Huntington Honeywagon III
- 1964 : Jerry souffre-douleur (The Patsy) de Jerry Lewis : Harry Silver
- 1964 : Les Jeux de l'amour et de la guerre (The Americanization of Emily) de Arthur Hiller : un vieux marin
- 1965 : Nightmare in the Sun de John Derek et Marc Lawrence : un dealer
- 1965 : La Grande Course autour du monde (The Great Race) de Blake Edwards : Hezekiah Sturdy
- 1965 : Promise Her Anything de Arthur Hiller : Angelo Carelli
- 1966 : Le Ranch maudit (The Night of the Grizzly) de Joseph Pevney : Jed Curry
- 1966 : La Diligence vers l'Ouest (Stagecoach) de Gordon Douglas : Luke Plummer
- 1966 : Le Tour du monde sous les mers (Around the World Under the Sea) de Andrew Marton : Hank Stahl
- 1967 : Frontière en flammes (Welcome to Hard Times) de Burt Kennedy : Zar
- 1967 : La Caravane de feu (The War Wagon) de Burt Kennedy : Wes Fletcher
- 1967 : Le Point de non-retour (Point Blank) de John Boorman : Yost
- 1968 : Quella carogna dell'ispettore Sterling de Emilio Miraglia : l'inspecteur Donald
- 1968 : Run Like a Thief de Bernard Glasser : Willy Gore
- 1968 : Tire, Django, tire (Spara, Gringo, spara) de Bruno Corbucci : le major Charlie Doneghan
- 1968 : La Vallée du bonheur (Finian's Rainbow) de Francis F. Coppola : le sénateur Billboard Rawkins
- 1968 : Il était une fois dans l'Ouest (C'era una volta il West) de Sergio Leone : le sherif
- 1969 : L'Or de MacKenna (Mackenna's Gold) Jack Lee Thompson : Sanchez
- 1969 : Smith ! de Michael O'Herlihy : Vince Heber
- 1969 : The Monitors (en) de Jack Shea : le général
- 1969 : Viva Max! de Jerry Paris : le général Lacomber
- 1969 : 80 Steps to Jonah de Gerd Oswald : Barney Glover

- 1970 : Loving de Irvin Kershner : Edward
- 1970 : Jusqu'au bout de la vengeance (The Animals) de Ron Joy : Pudge Elliott
- 1971 : L'uomo dagli occhi di ghiaccio de Alberto DeMartino
- 1971 : Si tu crois fillette (Pretty Maids All in a Row) de Roger Vadim : John Poldaski
- 1971 : The Manipulator de Yabo Yablonsky : Charlie vieux
- 1972 : ...e alla fine lo chiamarono Jerusalem l'implacabile : Billy Bronson / Kile Richards
- 1972 : Wild in the Sky (en) de William T. Naud : le généralHarry Gobohare
- 1972 : Cancel My Reservation, de Paul Bogart : le sherif « Houndtooth » Riley
- 1972 : Le Flingueur (The Mechanic) de Michael Winner : Harry McKenna « Big Harry »
- 1972 : 3 Étoiles, 36 Chandelles (Snowball Express) de Norman Tokar : Martin Ridgeway
- 1973 : VD Attack Plan : narrateur (voix)
- 1974 : Le Nouvel Amour de Coccinelle (Herbie Rides Again) de Robert Stevenson : Alonzo P. Hawk
- 1974 : Crime à distance (The Internecine Project) de Ken Hughes : E.J. Farnsworth
- 1974 : The Legend of Earl Durand de John D. Patterson : le colonel Nightingale
- 1975 : Jeremiah of Jacob's Neck : Jeremiah Starbuck
- 1975 : Nashville de Robert Altman : M. Green
- 1975 : The Man Who Would Not Die de Robert Arkless : Victor Slidell
- 1975 : La Pluie du diable (The Devil's Rain) de Robert Fuest : le sherif Owens
- 1975 : A Woman for All Men de Arthur Marks : Walter McCoy
- 1976 : The Demon and the Mummy : Joe « Mad Dog » Siska
- 1976 : He Is My Brother de Edward Dmytryk : frère Dalton
- 1976 : High Velocity de Remi Kramer : M.. Andersen
- 1976 : Ordure de flic (The Killer Inside Me) de Burt Kennedy : Chester Conway
- 1976 : Un candidat au poil (The Shaggy D.A.) de Robert Stevenson : « Honest » John Slade
- 1977 : Mission to Glory: A True Story
- 1977 : Orca de Michael Anderson : Novak
- 1978 : The Lucifer Complex
- 1978 : Rayon laser (Laserblast) de Michael Rae : le colonel Farley
- 1978 : La Prof joue et gagne (Coach) de Bud Townsend : Fenton « F.R. » Granger
- 1978 : Piranhas (Piranha) de Joe Dante : Jack
- 1979 : The Treasure Seekers : Meat Cleaver Stewart
- 1979 : A Touch of the Sun de Peter Curran : le général Spellman
- 1979 : The Dark : Sherman Moss
- 1979 : Hard Knocks de David Worth
- 1979 : Sunburn, coup de soleil (Sunburn) de Richard C. Sarafian : Mark Elmes
- 1979 : The Clonus Horror : Jake Noble
- 1979 : Gant d'acier (en) (The Glove) : Bill Schwartz

- 1980 : Just Tell Me What You Want de Sidney Lumet : Seymour Berger
- 1982 : La Dernière Licorne de Jules Bass et Arthur Rankin Jr. : capitaine Cully (voix)
- 1982 : Best Friends, de Norman Jewison : Tom Babson
- 1983 : Hysterical : un poissonnier
- 1983 : Onde de choc (Wavelength) de Mike Gray : Dan
- 1985 : Zoo Ship : voix
- 1985 : Prime Risk : Dr Lasser
- 1986 : Sans issue (Black Moon Rising) de Harley Cokeliss : Iron John
- 1986 : Hyper Sapien: People from Another Star de Peter R. Hunt : Grandpa

### Télévision

#### Téléfilms
- 1959 : Le Tueur de Chicago : Joe Fuselli

- 1961 : The Joke and the Valley : Lambert Giles
- 1961 : The Power and the Glory : un marchand de vin
- 1967 : La Nuit des assassins (Warning Shot) : le sergent Ed Musso

- 1970 : House on Greenapple Road : le sergent Charles Wilentz
- 1971 : Alerte sur le Wayne (Assault on the Wayne) : Orville Kelly
- 1971 : Panique en plein ciel (Terror in the Sky) : Milton
- 1972 : Assignment: Munich : George
- 1973 : The New Perry Mason : Victor Harding
- 1974 : Hit Lady : Buddy McCormack
- 1974 : Hijack! (en) : Donny McDonald
- 1975 : Target Risk : Simon Cusack
- 1976 : The Quest: The Longest Drive : Cooler
- 1976 : The Lindbergh Kidnapping Case : Fred Huisache
- 1976 : Jeremiah of Jacob's Neck : Jeremiah Starbuck
- 1977 : Sex and the Married Woman : oncle June
- 1978 : The Bastard : Johnny Malcolm
- 1979 : The Billion Dollar Threat : Ely

- 1980 : Mom, the Wolfman and Me : Grandpa Bergman
- 1981 : Le Vol du singe : Stump Harris
- 1982 : Un piano pour Mrs. Cimino : Barney Fellman
- 1982 : The Capture of Grizzly Addams : Bert Woolman
- 1984 : Call to Glory
- 1985 : Le Miroir aux alouettes (Mirrors) : révérend Dahlstrom

#### Séries télévisées
- 1955 : The United States Steel Hour : Lt. Steve Wasnick
- 1955 : The Best of Broadway : Steve Crandell
- 1955 : Le Choix de..., épisode A Midsummer Daydream : Gambler
- 1955 : Studio One : Graham Hicks
- 1955 : Studio 57 : Gideon Pickett
- 1956 : The Alcoa Hour (en) : Curley Ames
- 1956 : Ford Star Jubilee : Owen O'Malley
- 1956 : On Trial : Bill Harris Jr.
- 1956 : Studio One : Wally
- 1956 : Studio 57 :  Mike
- 1956-1958 : Playhouse 90 : Maish Rennick / Lou Myrick / Mr. Pock / Marshall Keats
- 1958 : La Grande Caravane (Wagon Train) : Luke O'Malley
- 1958 : Alfred Hitchcock présente : William Botibol
- 1959-1960 : Troubleshooters : Kodiak
- 1959-1960 : Black Saddle : narrateur
- 1959 : Les Incorruptibles (The Untouchables) : Joe Fuselli

- 1960 : La quatrième dimension (The Twilight Zone) : Gregory West
- 1960 : The Aquanauts : George Morrisey
- 1960 : The Islanders : Agent Blake
- 1961 : Échec et mat : Big Bill Venable
- 1961 : The Roaring 20'S : Sheldon Farrington
- 1961 : Route 66 : Maximillian Coyne
- 1961 : Le Gant de velours : Ronson
- 1961 : C'est arrivé à Sunrise (Bus Stop) : Ted Hannibal
- 1961 : Naked City : Maxwell Ronan
- 1961 : Les Incorruptibles (The Untouchables) : Augie Ciamino
- 1961 : Alfred Hitchcock présente : Joe Ferlini
- 1962 : Ombres sur le soleil : Pinky Hamilton
- 1962 : Ben Casey : O.J. Stanley
- 1962 : Target: The Corruptors : Claude Ivy
- 1962 : The Red Skelton Show : Mr. Barnes
- 1962 : Rawhide : Simon Joyce
- 1962 : Les Aventuriers du Far West : Josh Travers
- 1962 : Combat ! (Combat!) : le colonel Clyde
- 1962 : Naked City : Bodram
- 1963 : The Eleventh Hour (en) : John Clayton
- 1963 : The Nurses : Ray Gifford
- 1963 : Le Vagabond (The Littlest Hobo) : Colton
- 1963 : 77 Sunset Strip : Lolly
- 1963 : L'Homme à la Rolls (Burke's Law) : Kid Corey
- 1964 : Les Voyages de Jaimie McPheeters : Sam Parks
- 1964 : Bonanza : le sergent O'Rourke
- 1964 : L'Homme à la Rolls (Burke's Law) : Hamilton Murphy
- 1966 : Les Mystères de l'Ouest (The Wild Wild West) : Thorvald Wolfe
- 1966 : Summer Fun : Capitaine Jack Flash
- 1966 : Gomer Pyle: USMC : Harry Purcell
- 1966 : Combat ! (Combat!) : Lt Brannigan
- 1967 : The Road West (en) : Sam Brewster
- 1968 : Off To See the Wizard : Kovin
- 1969 : The Came Bronson : Alex Halvorsen
- 1969 : The Young Lawyers : Frank Baron
- 1969-1970 : Les Règles du jeu (The Name of the Game) : Ed Wallaby / Lester / Joe Williams

- 1970 : Le Ranch L : Kansas Bill Sharpe
- 1970 : Love, American Style : Mr. Wade
- 1970 : Médecins d'aujourd'hui (Medical Center) : le sergent Gordon
- 1971 : Bearcats! : Mason Latimer
- 1971 : La Nouvelle Équipe (The Mod Squad) : Luther
- 1971-1972 : Cannon : Eddie / Matt Dixon
- 1971-1972 : Opération danger (Alias Smith and Jones) : Charlie Utley / Horace Wingate / Artie Gorman
- 1972 : Owen Marshall: Counsellor at Law : George Thaxton
- 1972 : Hawaï police d'État (Hawaii Five-0) : Hummel
- 1973 : McMillan : professeur Zagmeyer
- 1973 : The Wide World of Mystery : le détective Hanratty
- 1973 : Hec Ramsey : Bullard
- 1974 : The Girl with Something Extra : Victor Lucas
- 1974 : Dossiers brûlants : le capitaine Joe Siska
- 1975 : Emergency! : Wild Bill
- 1975 : Médecins d'aujourd'hui (Medical Center) : Hank
- 1975 : L'aventure est au bout de la route : Barnaby
- 1976 : The Rookies : Dan Kennedy
- 1976 : Baretta : Doc Rogers
- 1976 : Sur la piste des Cheyennes : Cooler
- 1978 : Sergent Anderson : Ben Fletcher
- 1978 : Super Jaimie : Gustave
- 1979 : Supertrain : Winfield Root
- 1979-1980 : Dallas : Digger Barnes

- 1980 : Le Vagabond (The Littlest Hobo) : Gus Appleton
- 1981 : Palmerstown, U.S.A. : Bragdon
- 1981 : Au fil des jours : Randolph Ericson
- 1981 : Insight : Dieu
- 1981 : L'Île fantastique (Fantasy Island) : Willie le promoteur
- 1982 : La croisière s'amuse (The Love Boat) : Charlie Dobbs
- 1982 : Ralph Super-héros : Ira Hagert
- 1983 : Taxi : Leo Goodman
- 1983 : Quincy : Morris Perlmutter
- 1983 : Manimal : Sea Dog Morgan
- 1983 : Le Juge et le Pilote : Henry Willard
- 1983 : The Mississippi : George
- 1983 : Hôpital St Elsewhere : Charlie Heller
- 1983 : Le Retour des agents très spéciaux (The Return of the Man from UNCLE) : Piers Castillian
- 1984-1985 : Call to Glory : Carl Sarnac
- 1985 : Code Vengeance : Willis
- 1985 : Les Routes du paradis (Highway to Heaven) : Doc Brisby
- 1986 : L'Homme qui tombe à pic (The Fall Guy) : Sam Travers
- 1986 : The Last Precinct : Butch